# 안녕, 나의 소울메이트
《안녕, 나의 소울메이트》(七月與安生, 영어: SoulMate)는 중국의 드라마 영화로 증국상(Derek Tsang)이 감독을 람 윙 섬(Lam Wing Sum)이 각본을 맡았다. 대한민국에서는 2017년 12월 7일 개봉되었다.

## 줄거리
열셋, 운명처럼 우리의 우정은 시작되었다.

열일곱, 우리에게도 첫사랑이 생겼다.

스물, 어른이 된다는 건 이별을 배우는 것이다.

스물셋, 널 나보다 사랑할 수 없음에 낙담했다.

스물일곱, 너를 그리워했다.

인터넷 소설을 통해 밝혀지는 13살에 처음만나 27살까지 14년간 함께하고 엇갈리며 닮아갔던 너무나 다른 두 소녀의 애틋하고 찬란한 청춘의 우정과 성장을 담은 감성 드라마.

## 출연진
- 주동우(Zhou Dongyu) - 안생 역
- 마사순(Ma Si Chun) - 칠월 역
- 리정빈(Toby Lee) - 가명 역
- 리호방(李昊芳) - 안생 어린시절 역
- 요흔언(姚欣言) - 칠월 어린시절 역
- 리핑(李萍) - 칠월 母 역
- 차이강(蔡刚) - 칠월 父 역
- 멍팅이(蒙亭宜) - 안생 母 역

## 수상
| 시상식                                                           | 부문               | 후보자                                              | 결과 | 비고         |
| ---------------------------------------------------------------- | ------------------ | --------------------------------------------------- | ---- | ------------ |
| 제53회 금마장                                                    | 감독상             | 정궈샹                                              | 후보 | [ 1 ]        |
| 제53회 금마장                                                    | 여우주연상         | 주동우                                              | 수상 | [ 1 ]        |
| 제53회 금마장                                                    | 여우주연상         | 마사순                                              | 수상 | [ 1 ]        |
| 제53회 금마장                                                    | 각색상             | 림영침, 이원, 허이맹, 오남                          | 후보 | [ 1 ]        |
| 제53회 금마장                                                    | 의상디자인상       | Dora Ng                                             | 후보 | [ 1 ]        |
| 제53회 금마장                                                    | 주제가상           | "(It’s Not A Crime) It’s Just What We Do"           | 후보 | [ 1 ]        |
| 제12회 중미영화제                                                | 황금천사상         |                                                     | 수상 | [ 2 ]        |
| 제23회 홍콩영화평론학회대장                                      | 여우주연상         | 주동우                                              | 수상 | [ 3 ]        |
| 제23회 홍콩영화평론학회대장                                      | 최고작품상         | 안녕, 나의 소울메이트                               | 수상 | [ 3 ]        |
| 제11회 아시안 필름 어워드                                        | 감독상             | 정궈샹                                              | 후보 |              |
| 제11회 아시안 필름 어워드                                        | 여우주연상         | 주동우                                              | 후보 |              |
| 제36회 홍콩 영화 금상장                                          | 작품상             |                                                     | 후보 |              |
| 제36회 홍콩 영화 금상장                                          | 감독상             | 정궈샹                                              | 후보 |              |
| 제36회 홍콩 영화 금상장                                          | 여우주연상         | 주동우                                              | 후보 |              |
| 제36회 홍콩 영화 금상장                                          | 여우주연상         | 마사순                                              | 후보 |              |
| 제36회 홍콩 영화 금상장                                          | 각본상             | 림영침, 이원, 허이맹, 오남                          | 후보 |              |
| 제36회 홍콩 영화 금상장                                          | 촬영상             | 포헌명, 위징핑                                      | 후보 |              |
| 제36회 홍콩 영화 금상장                                          | 편집상             | 쉬홍위, 리디엔스, 저우샤오린, 탄샹위안              | 후보 |              |
| 제36회 홍콩 영화 금상장                                          | 미술상             | 디타오                                              | 후보 |              |
| 제36회 홍콩 영화 금상장                                          | 의상디자인상       | 우리위                                              | 후보 |              |
| 제36회 홍콩 영화 금상장                                          | 영화음악상         | 피터 캄, 하타노 유스케                              | 수상 |              |
| 제36회 홍콩 영화 금상장                                          | 주제가상           | "(It’s Not A Crime) It’s Just What We Do"           | 후보 |              |
| 제36회 홍콩 영화 금상장                                          | 신인감독상         | 정궈샹                                              | 후보 |              |
| 제1회 말레이시아 국제 영화제                                     | 작품상             |                                                     | 후보 |              |
| 제1회 말레이시아 국제 영화제                                     | 여우주연상         | 주동우                                              | 후보 |              |
| 제1회 말레이시아 국제 영화제                                     | 각본상             | 림영침, 이원, 허이맹, 오남                          | 후보 |              |
| 제1회 말레이시아 국제 영화제                                     | 촬영상             | 포헌명, 위징핑                                      | 후보 |              |
| 제8회 중국도연협회연도표창대회 (第八届 中国导演协会年度表彰大会) | 작품상             |                                                     | 후보 |              |
| 제8회 중국도연협회연도표창대회 (第八届 中国导演协会年度表彰大会) | 여우주연상         | 주동우                                              | 후보 |              |
| 제8회 중국도연협회연도표창대회 (第八届 中国导演协会年度表彰大会) | 여우주연상         | 마사순                                              | 후보 |              |
| 제8회 중국도연협회연도표창대회 (第八届 中国导演协会年度表彰大会) | 각본상             | 림영침, 이원, 허이맹, 오남                          | 후보 |              |
| 제8회 중국도연협회연도표창대회 (第八届 中国导演协会年度表彰大会) | 홍콩/타이완 감독상 | 정궈샹                                              | 수상 |              |
| 제12회 오사카 아시안 필름 페스티벌                               | ABC 상             | 안녕, 나의 소울메이트                               | 수상 | [ 4 ]        |
| 제24회 베이징 대학생 영화제                                      | 작품상             | 안녕, 나의 소울메이트                               | 후보 |              |
| 제24회 베이징 대학생 영화제                                      | 각본상             | 림영침, 이원, 허이맹, 오남                          | 수상 |              |
| 제24회 베이징 대학생 영화제                                      | 여우주연상         | 주동우                                              | 후보 |              |
| 제24회 베이징 대학생 영화제                                      | 여우주연상         | 마사순                                              | 후보 |              |
| 제31회 금계상                                                    | 작품상             |                                                     | 후보 | [ 5 ] [ 6 ]  |
| 제31회 금계상                                                    | 여우주연상         | 주동우                                              | 후보 | [ 5 ] [ 6 ]  |
| 제31회 금계상                                                    | 最佳导演处女作奖   | Derek Tsang                                         | 후보 | [ 5 ] [ 6 ]  |
| 제31회 금계상                                                    | 편집상             | Derek Hui, Li Dianshi, Zhou Xiaolin, Tan Xiang-Yuan | 후보 | [ 5 ] [ 6 ]  |
| 제17회 차이니즈 필름 미디어 어워드                               | 여우주연상         | 주동우                                              | 후보 | [ 7 ]        |
| 제17회 차이니즈 필름 미디어 어워드                               | 여우주연상         | 마사순                                              | 후보 | [ 7 ]        |
| 제17회 차이니즈 필름 미디어 어워드                               | 각본상             | 림영침, 이원, 허이맹, 오남                          | 후보 | [ 7 ]        |
| 제2회 골든 스크린 어워드                                         | 감독상             | 정궈샹                                              | 수상 | [ 8 ]        |
| 제2회 골든 스크린 어워드                                         | 여우주연상         | 주동우                                              | 수상 | [ 8 ]        |
| 제2회 골든 스크린 어워드                                         | 여우주연상         | 마사순                                              | 수상 | [ 8 ]        |
| 제2회 골든 스크린 어워드                                         | 각본상             | 림영침, 이원, 허이맹, 오남                          | 수상 | [ 8 ]        |
| 제34회 대중영화백화상                                            | 작품상             | 안녕, 나의 소울메이트                               | 후보 | [ 9 ] [ 10 ] |
| 제34회 대중영화백화상                                            | 감독상             | 정궈샹                                              | 후보 | [ 9 ] [ 10 ] |
| 제34회 대중영화백화상                                            | 각본상             | 림영침, 이원, 허이맹, 오남                          | 수상 | [ 9 ] [ 10 ] |
| 제34회 대중영화백화상                                            | 여우주연상         | 마사순                                              | 후보 | [ 9 ] [ 10 ] |
| 제34회 대중영화백화상                                            | 여우주연상         | 주동우                                              | 후보 | [ 9 ] [ 10 ] |
| 제34회 대중영화백화상                                            | 여우조연상         | 리호방                                              | 후보 | [ 9 ] [ 10 ] |
| 제34회 대중영화백화상                                            | 신인상             | 리정빈                                              | 후보 | [ 9 ] [ 10 ] |